# ENUM
ENUM staat voor een internetprotocol dat beschrijft hoe van een telefoonnummer een internetdomeinnaam kan worden afgeleid.
De zo verkregen domeinnaam verwijst naar een database waarin alle nummers en adressen zijn opgenomen (e-mailadressen, faxnummers, VoIP-nummers). De bereikbaarheidsgegevens vormen de NAPTR-records in DNS.
ENUM wordt onder andere gezien als de lijmlaag die de overgang van analoge telefonie naar digitale telefonie mogelijk maakt, doordat digitale bellers in staat worden gesteld om op basis van analoge nummers een digitaal alternatief te vinden dat het analoge netwerk helpt vermijden.  Op dit moment zijn er maar weinig telco's die digitale ingangen bieden voor externe digitale bellers, zelfs al gebruiken ze het uitwisselbare SIP-protocol.  Er valt te verwachten dat de markt druk op telco's zal uitoefenen om deze situatie te verbeteren.
Naast deze mogelijkheden voor telefonie is het met ENUM ook mogelijk om bij een telefoonnummer de ingangen te vinden voor zaken als voicemail, messaging en website.  ENUM is eenvoudig uitbreidbaar met nieuwe toepassingen die de bereikbaarheid of interactiviteit bevorderen.
Op 26 maart 2008 is op het ministerie van Economische Zaken de eerste Nederlandse Enum-registratie uitgevoerd. Aan het systeem werd wereldwijd al ruim een decennium gewerkt, en in diverse landen waren al diensten op basis van het Enum-systeem beschikbaar. Betreffende de technische implementatie werd in eerste instantie aan internet- en telecomproviders overgelaten om Enum praktisch toepasbaar te maken.